# Gyaltsab Rinpoché

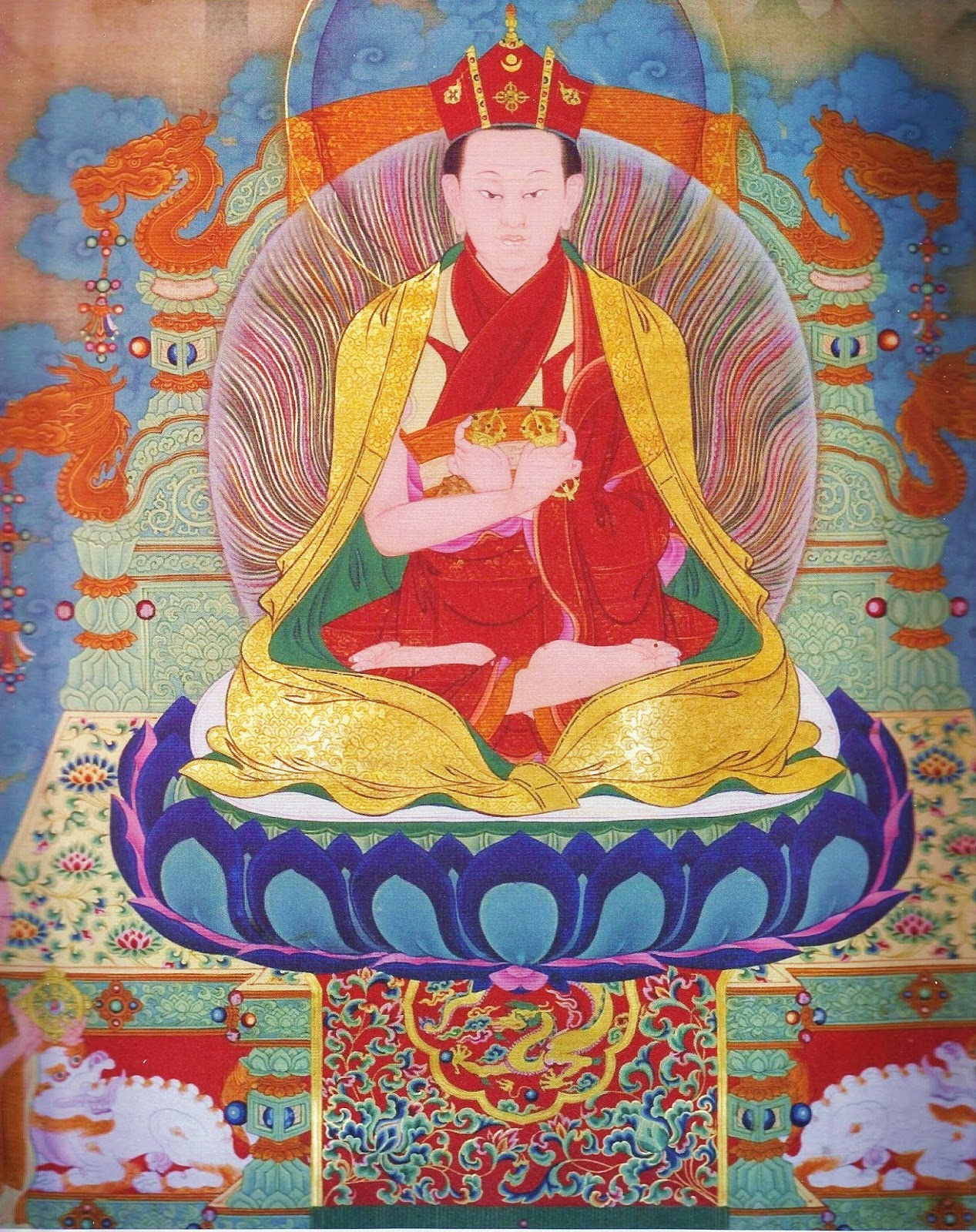
Goshir Gyaltsab Rinpoche par Chöying Dorje

Gyaltsab Rinpoché est le cinquième lama de la lignée Karma Kagyu par ordre d'importance après le Karmapa, Shamar Rinpoché, Jamgon Kongtrul Rinpoché et Taï Sitou Rinpoché. Il est considéré comme une émanation de Vajrapani. Il réside en son monastère de Ralang, au Sikkim.

## Incarnations
- Le 1er Gyalsab Rinpoché, Paljor Dondrup (1427-1489)
- Le 2e Gyalsab Rinpoché, Tashi Namgyal (1490-1518)

Tashi Namgyal (1490-1518) a reçu du Karmapa la coiffe rouge qui libère la vue. Cette coiffe rouge indique l'inséparabilité du Karmapa et de Gyalsab Rinpoché, et indique également que leurs esprits éclairés sont égaux en nature. Gyalsab Rinpoché a identifié le 8e Karmapa et fut chargé de son éducation.
- Le 3e Gyalsab Rinpoché, Drakpo Paljor (1519-1549)

Drakpo Paljor (1519-1549) est né au sud de Lhassa et a été nommé  régent principal du Karmapa.
- Le 4e Gyalsab Rinpoché, Dragpa Dundrub (1550-1617)
- Le 5e Gyalsab Rinpoché, Dragpa Choyang (1618-1658)
- Le 6e Gyalsab Rinpoché, Norbu Zangpo (1660-1698)
- Le 7e Gyalsab Rinpoché, Konchog Ozer (1699-1765)
- Le 8e Gyalsab Rinpoché, Chophal Zangpo (1766-1817)

Chophal Zangpo (1766-1817), eut pour professeurs principaux le 13e Karmapa et le 8e Taï Sitou Rinpoché. Il est devenu un maître de méditation renommé et accomplit des états élevés de réalisation.
- Le 9e Gyalsab Rinpoché, Yeshe Zangpo (1821-1876)

Yeshe Zangpo (1821-1876), et le 10e Gyalsab Rinpoché, Tenpe Nyima (1877-1901), ont gardé les transmissions précieuses de la lignée Kagyupa : les recevant et les passant aux autres maîtres de lignée. Tous les deux ont passé leurs vies en intense méditation.
- Le 11e Gyalsab Rinpoché, Dragpa Gyatso (1902-1949)

Dragpa Gyatso (1902-1949), a été identifié par le 15e Karmapa et il a transmis la lignée.
- Le 12e Gyaltsab Rinpoché, Dragpa Tenpa Yarpel (1954-) a été identifié par le 16e Karmapa, Rangjung Rigpe Dorje. Ses parents vivaient à Nyimo, près de Lhassa. Peu après son identification en 1959, Gyalsab Rinpoché s'est exilé avec le 16e Karmapa qui le porta sur son dos. Il s'est établi au monastère de Rumtek au Sikkim et a reçu transmissions et initiations. Le père de Gyalsab Rinpoché a souhaité qu'il étudie dans une école moderne. Cependant, Gyaltsabpa a quitté l'école une nuit et a voyagé seul 15 km pour rejoindre Rumtek. Sa dévotion pour le Karmapa et la lignée est inégalée.

Gyalsab Rinpoché a appris le Dharma avec les autres fils de cœur du Karmapa tels que Jamgon Kongtrul Rinpoché et Taï Sitou Rinpoché. Comme la plupart de ses incarnations, il passe sa vie en méditation et prend soin du Monastère du Karmapa. Il réside actuellement au Sikkim et est le régent représentant la lignée là-bas. Il surveille les activités et les fonctions de Rumtek et a ses propres monastères, tels que Ralang, au Sikkim.  En 1992, Gyaltsabpa et Taï Sitoupa ont intronisé le 17e Karmapa au Tibet. Le Karmapa s'est depuis lors sauvé en Inde et Gyaltsab Rinpoché aidera à préparer le retour du Karmapa à Rumtek.
Comme Taï Sitou Rinpoché, Gyaltsab Rinpoché est l'un des professeurs principaux du 17e Karmapa et a déjà accordé des transmissions (telles que le Rinchen Terdzo) au 17e Karmapa, Orgyen Trinley Dorje.

## Le Karmapa
En 1992, Gyaltsabpa et Taï Sitoupa ont intronisé Orgyen Trinley Dorje au Tibet. Ce dernier s'est enfui en Inde en 2000. Comme Taï Sitou Rinpoché, Gyaltsab Rinpoché est l'un des professeurs principaux d'Orgyen Trinley Dorje et lui a déjà accordé des transmissions (telles que le Rinchen Terdzo).